# Голем (фильм, 1936)
«Голем» — французский фильм ужасов 1936 года режиссёра Жюльена Дювивье по мотивам еврейской легенды о Големе, оживлённой магией глиняной статуе.

## Сюжет
Император Рудольф II хочет изгнать евреев из пражского гетто. Для противостояния постоянным притеснениям раввин Яков создаёт из глины могучего Голема. Голем влюбляется в девушку, а та направляет всю его мощь против императора. Голем уничтожает всех обитателей замка, а также самого императора.

## В ролях
- Гарри Бор — император Рудольф II
- Чарльз Дорат — раввин Яков
- Жермен Осси — графиня Страда
- Фердинанд Харт — Голем
- Жани Ольт — Рашель